# Liesse-Notre-Dame
Liesse-Notre-Dame är en kommun i departementet Aisne i regionen Hauts-de-France i norra Frankrike. Kommunen ligger  i kantonen Sissonne som ligger i arrondissementet Laon. År 2022 hade Liesse-Notre-Dame 1 265 invånare.

## Befolkningsutveckling
Antalet invånare i kommunen Liesse-Notre-Dame
Referens: INSEE